# Амшенцы
Амше́нцы, амше́нские армяне, хамше́нские армяне (арм. Համշենցիներ); хемши́ны, хемши́лы (тур. Hemşinli) — субэтническая группа армян, исповедующая христианство (ислам - в основном в Турции), проживающая на юго-восточном побережье Чёрного моря — от провинции Самсун в северной части Турции до юга России. Существуют также значительные общины в провинции Измит в западной Турции, в различных городах Средней Азии и Казахстане, среди иностранных рабочих в Германии.  Небольшая часть также живёт в Армении. Общая численность амшенцев составляет до 400 тысяч человек, из которых в Турции живут примерно 150 тысяч человек, а в Краснодарском крае России и в Абхазии — более 200 тысяч. Также есть общины в других странах.
Говорят на диалектах и говорах армянского и турецкого языков.

## История
Армянские князья Хамам и Шапух Аматуни, потеряв в сражении с арабами в 791 году свои владения в Артазе, переселили 12 000 семей в пределы Византийской империи. Гевонд, автор конца VIII века, сообщает:

Лишившись всего имущества, голые, босые, голодные, нуждающиеся в пище, хотя уже и поздно, они решили перейти в страну греческую. Число их, говорят, было до 12,000 мужей с женами и детьми. Предводителями их были Шапухр, из рода Аматуни, Хамам, сын его и другие из вельмож армянских и их всадников. Немилосердые неприятели погнались за ними и настигли их на пределах Иверии, в области Ког; но были разбиты и обращены в бегство; а сами они перешли реку Акампсис, которая, протекая по стране тайкской на северо-запад через Егерию, впадает в Понт. По переходе их через реку, слух о них скоро дошел до императора Константина, который призвал их к себе, наградил почестями вельмож и их всадников; а остальной народ поселил в плодоносной и богатой стране.

Они основали город Тамбур (Дампур) в Понтийских горах, позднее переименованный в Хамамшен и далее в Хамшен (таково армянское и местное название; официальное турецкое название — Hemşin). Этническая группа, практически отрезанная от остальной части армянского этноса, сохранила особый диалект. Амшенцы, особый народ с некоторыми традиционными чанскими характеристиками, между VII—XI веками были арменизированы Багратидами из Испира.
Большинство амшенских армян были христианами и принадлежали Хачкарской епархии Армянской апостольской церкви. В 1461 году Амшен был захвачен турками. После османского завоевания на протяжении XVI—XVIII веков значительное число амшенцев приняло ислам, однако сохранило свой язык и культуру. Исламизированные амшенцы (хемшилы) не преследовались турецкими властями. В XIX веке хемшилы населяли восточные районы Трапезундского вилайета Османской империи.

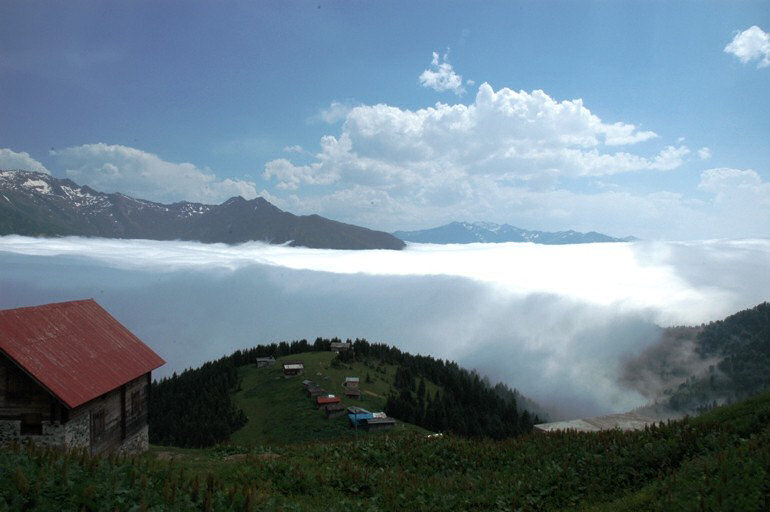
Ризе — место основного расселения амшенцев

Амшенцы, не принявшие ислам, в большинстве своём переселялись в западную часть Понта: в Трабзон, Гиресун, Орду, Самсун, на запад Турции (Адапазары, Болу и др.), а позднее также на черноморское побережье Российской империи. Лишь в отдельных районах Амшена, например, в местечке Елиовит, сохранялось христианское население. В начале XX века, в связи с геноцидом армян и войной за независимость Турции, большинство спасшихся амшенцев-христиан Турции эмигрировало в поселения на территории России. Группа амшенцев из Адапазары, согласно некоторым источникам, нашла убежище в Армении.
Среди амшенцев, переселившихся на черноморское побережье Кавказа, выходцев из Амшена практически нет; преобладают самсунцы, трапезундцы и ордуйцы. При знакомстве принято интересоваться «происхождением» собеседника. Считается, что трапезундские амшенцы, внешне более светлые, относительно высокие, с «крупными» чертами лица, добродушны, меланхоличны и немного ленивы, в то время как амшенцы из Орду и Самсуна — активные, даже агрессивные, к тому же неисправимые сквернословы. Согласно шутливой традиции, при выборе мужа предпочтение отдаётся именно выходцам из Орду и Самсуна как более предприимчивым и способным обеспечить семью, а жениться надо на девушках из Трапезунда, скромных и покладистых в отличие от своенравных и «языкастых» девушек из Орду и Самсуна.

## Группы и подразделения

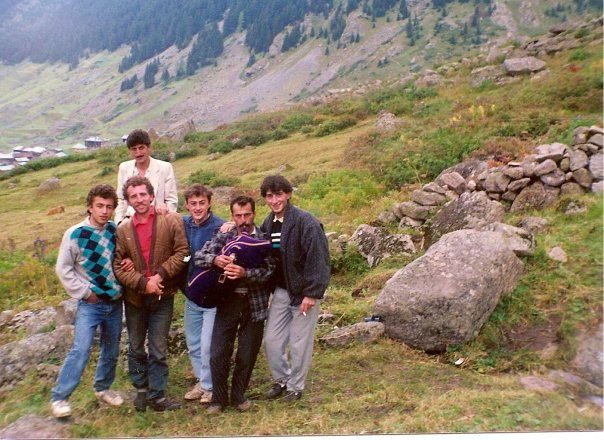
Амшенцы Ризе, Турция

Амшенцев принято делить на следующие группы:
Западная группа, или баш-хемшины, проживают в основном в горных деревнях ила Ризе. Это мусульмане-сунниты, представленные в большом количестве в районах Чамлыхемшина (Вийя) и Хемшина. Меньшие по численности общины хемшилов проживают далеко на западе Турции в илах Стамбул, Эрзурум, Сакарья, Дюздже, Коджаэли и Зонгулдак. Западная группа использует особый диалект турецкого языка, называемый hемшинче.
Восточная группа, или хопа-хемшины также исповедует ислам суннитского толка и проживает в иле Артвин, большей частью в городе Кемальпаша (Макриали), в районе Хопы, а также в посёлке Муратлы (Берливан) в районе Борчка. 
Восточные амшенцы подразделяются на следующие патронимические подгруппы:
- Турцеванцы (в том числе джермакци) — наиболее многочисленная группа
- Ардлецы
- род Топалоглу (отдельная группа, причисляющая себя к хопа-хемшилам)

Северную группу составляют потомки неисламизированной части амшенцев, которые покинули Хамшен в период обращения в ислам остального населения и обосновались поначалу в районах Самсуна (Джаник, Куршунлу, Чаршамба), Орду, Гиресуна и Трабзона (в долине Кара-дере, «Чёрной речки» к востоку от Трабзона). Большинство этих амшенцев сейчас проживают в Краснодарском крае, в частности в Сочи, в Абхазии и Адыгее. Являясь христианами, они хранят самобытную культуру и предпочитают называть себя по местностям в Турции, откуда прибыли их предки. Как и амшенцы восточной группы, они говорят на амшенском диалекте, называя его hяйрен (армянский). Среди особенностей диалекта — «оканье», замена звука «р» на «й», использование суффикса «-уш» вместо «-ел» при образования глагольного инфинитива и «-ал» - в неопределенной форме глагола и др.
Амшенцы северной группы подразделяются на следующие локальные подгруппы:
- Джаник-ордуйцы (в том числе уньецы, термецы, чаршампацы, фатсацы)
- Трабзонцы (в том числе мала)

## Современное положение амшенцев в мире

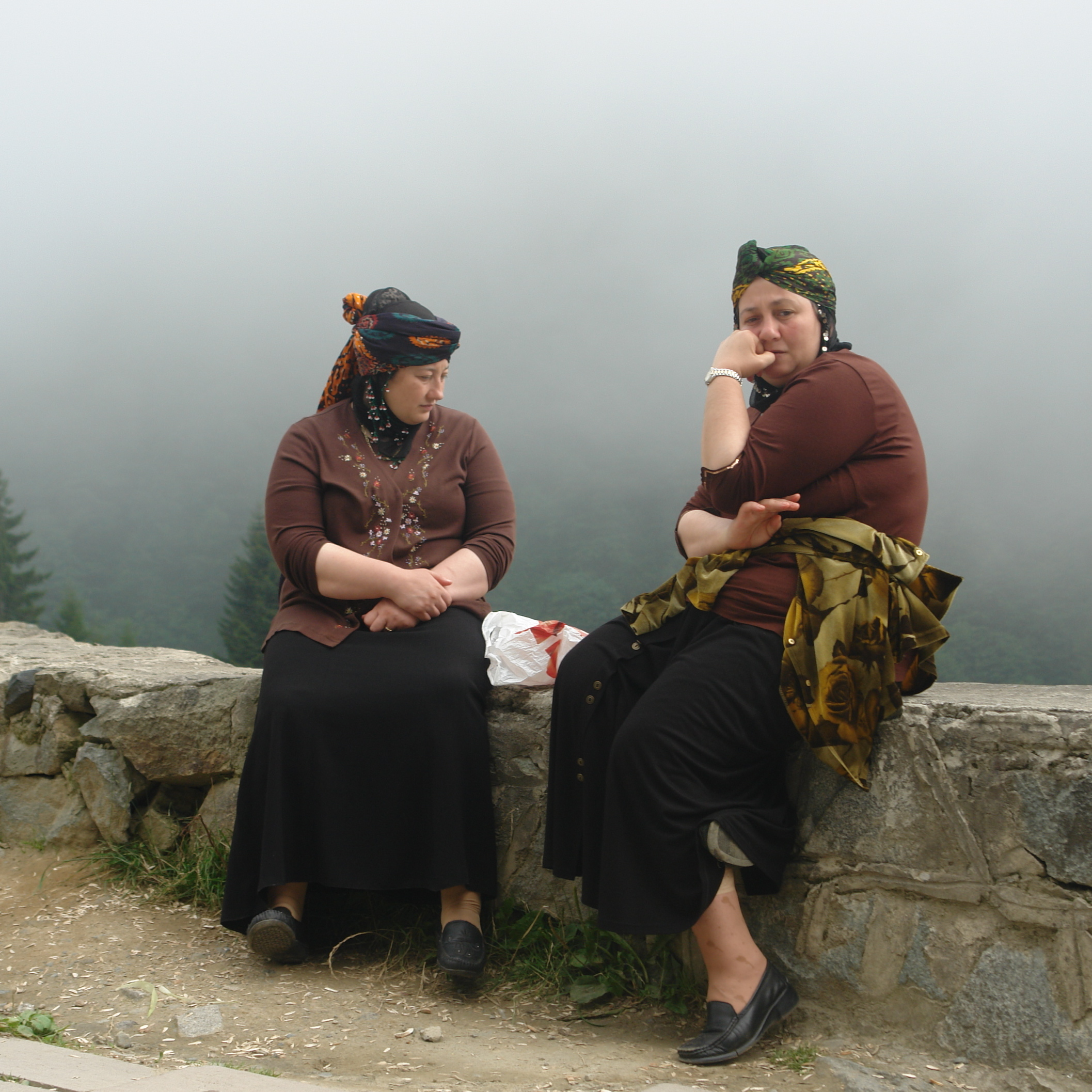
Амшенки в Ризе, Турция

### Амшенцы Турции
В настоящее время наблюдается всеобщий и значительный всплеск интереса к культуре амшенцев (хемшилов) в Турции. Первый игровой фильм на хемшинском диалекте, «Моми» («Бабушка»), был снят в 2000 году. Амшенский певец Гёкхан Бирбен (Gökhan Birben), представитель Западной группы, и лазский певец Кязым Коюнджу также поют на хемшинском диалекте. В 2005 году вышел в свет первый альбом исключительно с народными песнями, исполняемыми в основном на хемшинском, под названием «Кто это? — Песни амшенцев» (Vova — Hamşetsu Ğhağ).
Старое поколение амшенцев-мусульман негативно воспринимает название «эрмени» (то есть «армяне»: так называют амшенцев их соседи лазы), однако молодёжь, особенно с сильными левыми политическими убеждениями, тяготеет к армянской самоидентификации.
Месут Йылмаз, бывший премьер-министр Турции, уроженец Стамбула, происходит частично из западно-амшенской семьи. Другие известные амшенцы — министр образования Ахмет Тевфик Илери (Ahmet Tevfik İleri), родившийся в деревне Ялткая (Гомно), и Мурат Караялчин (Murat Karayalçın), лидер Социал-демократической партии Турции (SHP) и бывший мэр города Анкара. Амшенцем был главный визирь Османской империи Дамат Мехмет Али Паша (Damat Mehmet Ali Pasha).
В последнее время в местах традиционного расселения амшенцев в Турции возросло число туристов, которых привлекает красота таких мест как Ризе, Хопа и Айдер. Многие амшенцы возмущены таким внезапным туристическим бумом, из-за которого подвергаются опасности местная природа и культура. «Айдер начал вырождаться после того, как дорога соединила его с соседним городом Чамлыхемшином» — говорит местный амшенский активист Сельчук Гюней, который считает своей целью охрану родных мест — долины Фыртына (Fırtına, Furtuna), находящейся по соседству.

### Амшенцы в России и бывшем Советском Союзе
В 1878 году по Сан-Стефанскому мирному договору в состав Российской империи вошёл Батумский округ, на территории которого располагались двенадцать хемшильских сел.
25-26 ноября 1944 хемшилы вместе с греками, курдами, турками-месхетинцами были депортированы из Аджарии как «неблагонадежное население» в Киргизию и Казахстан. Большинство из них поселили малыми группами в Южной Киргизии (главным образом, в районе Оша и Джалалабада), небольшую часть — в Чимкентской и Джамбулской областях Казахстана. В 1956 их освободили от административного надзора, но не дали вернуться в те места, откуда они были высланы.
В 1982—1984 годах 22 хемшилские семьи переехали из Киргизии в Апшеронский район и, примерно в это же время, вместе с первыми семьями турок и курдов — в станицу Пшехскую Белореченского района Краснодарского края. Межнациональные конфликты в Средней Азии подтолкнули около 200 хемшильских семей из Киргизии бежать в Краснодарский край.
В конце 1980-х хемшилы Казахстана направили петицию правительству СССР с просьбой разрешить им переселиться в Армению. Однако их просьба была отвергнута Москвой ввиду опасений, что переселение мусульман в Армению может вызвать конфликт с христианским населением.
После распада Советского Союза большинство амшенцев жили в относительном спокойствии, однако амшенцы Абхазии оказались втянутыми в грузино-абхазскую войну на стороне абхазов.
В Краснодарском крае амшенцев, как и турок-месхетинцев, не прописывали и не выдавали им российских паспортов. С 2000 несколько сот амшенцев-мусульман, переселившихся из Казахстана и Киргизии в Краснодарский край (в основном в район Апшеронска), пытались получить формальное признание со стороны местных властей, но получили отказ. Амшенские организации обратились в защиту своих собратьев с письмами в адрес российского посла в Ереване с просьбой о помощи российских федеральных властей в предоставлении амшенцам-мусульманам законного статуса.
Среди амшенцев-христиан растёт интерес к своей культуре и истории. В 2006 в Краснодаре вышел первый музыкальный альбом на амшенском языке с фольклорными песнями в исполнении группы «Караван». Научно-информационный и культурный центр начал работу по восстановлению культурного наследия амшенцев, проживающих в регионе. В Сухуме издаётся газета «Амшен».
Численность хемшилов в Российской Федерации — 1,5 тыс. человек. Большинство живёт в Краснодарском крае (1 тыс. чел), наиболее компактно — в Апшеронском и Белореченском районах, а также в Каменском районе Ростовской области и Грибановском районе Воронежской области.

## Культура
Амшенцы известны как рассказчики забавных анекдотов, загадок и историй. Некоторые из анекдотов, рассказываемых амшенцами-мусульманами, основаны на более древних армянских рассказах, претерпевших «дехристианизацию».
Свои танцы амшенцы сопровождают самобытной музыкой, используя тулум (понтийскую волынку, Западная, ранее также Северная группа), кеменче (народную понтийскую скрипку), шимшир-кавал (самшитовую флейту, Восточная группа), давул и хамшна-зурну (амшенскую зурну, Северная группа).
Традиционными занятиями амшенцев Турции является выращивание чая и кукурузы, животноводство и пчеловодство. Амшенцы северной группы, проживающие на юге России и в Абхазии, занимаются выращиванием цитрусовых, табака, кукурузы, чая, разведением тутового шелкопряда, а также рыбной ловлей. Некоторые из амшенцев (как мусульмане, так и христиане) известны в местах проживания как видные кондитеры, держатели ресторанов и транспортники. Амшенцы Турции являются отменными оружейниками.

## Признание в армянском обществе
Большинство армян признаёт амшенцев, как мусульман, так и христиан, армянами.
В октябре 2005 года в г. Сочи состоялась научная конференция по вопросам Амшена. Конференция была организована Институтом истории Академии наук Республики Армения, Московской региональной общественной организацией «Русско-армянское содружество» (комиссия Ай Дата АРФ Дашнакцутюн) при содействии Армянского научного информационно-культурного центра «Амшен» и газеты армян России «Еркрамас».
Учёные из разных стран (Армении, России, США, Германии и Ирана) собрались для обсуждения истории Амшена. В докладах рассматривались такие темы, как «Состояние Понта и Армении в период с 1914 по 1921 год», «Геноцид армян Амшена с 1915 по 1923 гг.», «Армяне Абхазии на стыке столетий», «Амшен: историко-географический обзор». Конференция завершилась выступлениями амшенских музыкальных коллективов Кубани.